# Metrioptera domogledi
Metrioptera domogledi là một loài côn trùng thuộc họ Tettigoniidae. Loài này có ở Hungary và România.